# アロハ式恋愛指南
「アロハ式恋愛指南」（アロハしきれんあいしなん）は竹内まりやの配信限定シングル。2014年6月10日にリリースされた。発売元はワーナーミュージック・ジャパン。

## 背景
曲は東映配給の映画『わたしのハワイの歩きかた』の主題歌として書き下ろされたもので、山下達郎のギター・カッティングが響くイントロから始まる軽快なナンバーとなっている。竹内は、監督とプロデューサーが映画を通して伝えたいテーマである「ハワイの観光映画ではなく、この映画を観た女性が旅や恋や夢にと行動を起こし、今よりも少しだけ楽しい気持ちになってもらえるように」というメッセージに共感を覚えて楽曲制作依頼を快諾し、事前に映像を視聴してから曲作りを始めた。真っ先に浮かんだ言葉であるという ″アロハ″ には、単純に ″こんにちは″ や ″さようなら″ といった挨拶だけではなく、もっと深い ″愛そのもの″ という意味があることから、人生に迷う主人公の女性がハワイという異国の地で様々な出会いを経て、本当の自分を見つけていくというストーリーに合わせ、彼女を励まし人を愛することへの小さな気付きを促すような恋愛アドバイスの歌になるよう曲を仕上げたと話している。
竹内は実写映画のテーマ曲を初めて書き下ろしたのは、1987年公開の『ハワイアン・ドリーム』主題歌「夢の続き」だったことを振り返り、「デビュー35周年を迎えた今年、またハワイに関連した映画の主題歌を歌うことになったのも、何かのご縁かもしれません」と述べている。

## 収録曲
アロハ式恋愛指南
作詞・作曲：竹内まりや / 編曲：山下達郎 / ストリングス編曲：牧戸太郎

## 参加ミュージシャン
- 山下達郎：Computer Programming, Drum Programming, Electric Guitar, Acoustic Guitar, Keyboards & Percussion
- 竹内まりや：Background Vocals
- 松木恒秀：Electric Guitar(Solo)
- 橋本茂昭：Computer Programming & Synthesizer Operation
- 今野均Strings：Strings